# Kościół św. Marty w Victorii
Kościół Świętej Marty (malt. Il-knisja ta' Santa Marta tal-Għonq, ang. Saint Martha Church) – rzymskokatolicki kościół w Victorii na wyspie Gozo na Malcie.

## Historia
W lipcu 1865 przyniesiona została z Egiptu na Maltę, a wkrótce i na Gozo, epidemia cholery. Z ówczesnej 134-tysięcznej populacji obu wysp, zainfekowanych zostało ponad 3100 osób, z czego ponad połowa zmarła. Ciała ofiar z Gozo grzebano na cmentarzu zwanym Tal-Infetti (zarażonych) na przedmieściu Rabatu tal-Għonq.
Kościół, na parceli położonej naprzeciw cmentarza, ufundował w 1866 kupiec Feliċ Attard wraz z żoną Rosiną, jako ex-voto za uchronienie ich od zarazy. Kamień węgielny położył ówczesny wikariusz generalny Pietro Pace, zaś budowa ukończona została 11 listopada 1866. Obok kościoła w 1868 ustawiono postument z figurą Matki Bożej Łaskawej. Figurę przeniesiono w 1893 do niedalekiego konserwatorium św. Piotra i św. Pawła, postument zaś, na którym znajdowała się płaskorzeźba przedstawiająca dusze czyśćcowe, przetrwał na miejscu do 2005, kiedy zaczął niebezpiecznie się pochylać.  

## Architektura

### Wygląd zewnętrzny
Kościół jest niewielki, przykryta małą kopułą z sześciokątną latarnią na szczycie. Fasada podzielona jest przez cztery doryckie pilastry na trzy części, z których środkowa, nieco wysunięta do przodu, zwieńczona jest trójkątnym frontonem. Wokół biegnie belkowanie. Wejście, umieszczone centralnie, to prostokątne drzwi otoczone niewyszukaną kamienną ramą, zwieńczone półkolistym segmentowym naczółkiem.

Symetria elewacji złamana jest przez pojedynczą kwadratową wieżę z dwoma dzwonami, umieszczoną na prawym przednim narożniku budynku, do której można wejść wąskimi schodami. Dwa dzwony wykonane zostały w odlewni Salvu (Salvatore) Cauchi i jego braci w 1864 i 1867. Do prawej ściany kościoła dobudowana jest niższa, pokryta płaskim dachem zakrystia, z wejściem od przodu. Przed kościołem niewielki plac otoczony niskim murkiem.

### Wnętrze
Wnętrze świątyni, o powierzchni jedynie około 11 m², jest ładnie zaaranżowane i dobrze utrzymane. Znajduje się tam jeden ołtarz z obrazem z 1867, przypisywanym Pawlu Cuschieri. Przedstawia on Madonnę z Dzieciątkiem Jezus, poniżej po lewej anioła z trąbą, przedstawiającego zmartwychwstanie na Sąd Ostateczny, po prawej zaś św. Martę wstawiającą się do Matki Bożej za duszami czyśćcowymi. W 2017 obraz tytularny został odrestaurowany przez Pierre’a Bugeję.
W 1938 w kościele położona została mozaikowa podłoga. Znajduje się tam też figura św. Marty, wykonana przez Alberta Micallefa w połowie lat osiemdziesiątych XX wieku, oraz obraz pędzla Joe Cutajara z Gozo, przedstawiający wskrzeszenie Łazarza.

## Fiesta
Święto tytularne obchodzone jest 29 lipca.

## Legendy
Jak wiele kościołów i kaplic, i ten ma swoje legendy. Jedna z nich mówi, że kiedyś zakrystiana obudził dźwięk dzwonu. Spojrzał na zegar, i stwierdziwszy, że ten pokazuje godzinę piątą rano, szybko się ubrał i poszedł do zakrystii, by pełnić swoje obowiązki. Tam spotkał nieznanego mu księdza, który po odprawieniu mszy św. szybko zniknął. Zakrystian lekko przestraszony wrócił do siebie, i tam stwierdził, że zegar pokazuje dopiero godzinę drugą.

## Kościół dzisiaj
Aktualnie (2019) w kościele odprawiana jest codziennie jedna msza święta. W listopadzie odbywają się pielgrzymki do kościoła na modlitwy za dusze czyśćcowe.

## Ochrona dziedzictwa kulturowego
Kościół umieszczony jest na liście National Inventory of the Cultural Property of the Maltese Islands pod nr. 00857.